# Blek stockros
Blek stockros (Alcea biennis) är en malvaväxtart som beskrevs av Winterl. Enligt Catalogue of Life ingår Blek stockros i släktet stockrosor och familjen malvaväxter, men enligt Dyntaxa är tillhörigheten istället släktet stockrosor och familjen malvaväxter. Arten har ej påträffats i Sverige.

## Underarter
Arten delas in i följande underarter:
- A. b. biennis
- A. b. cretica

## Bildgalleri

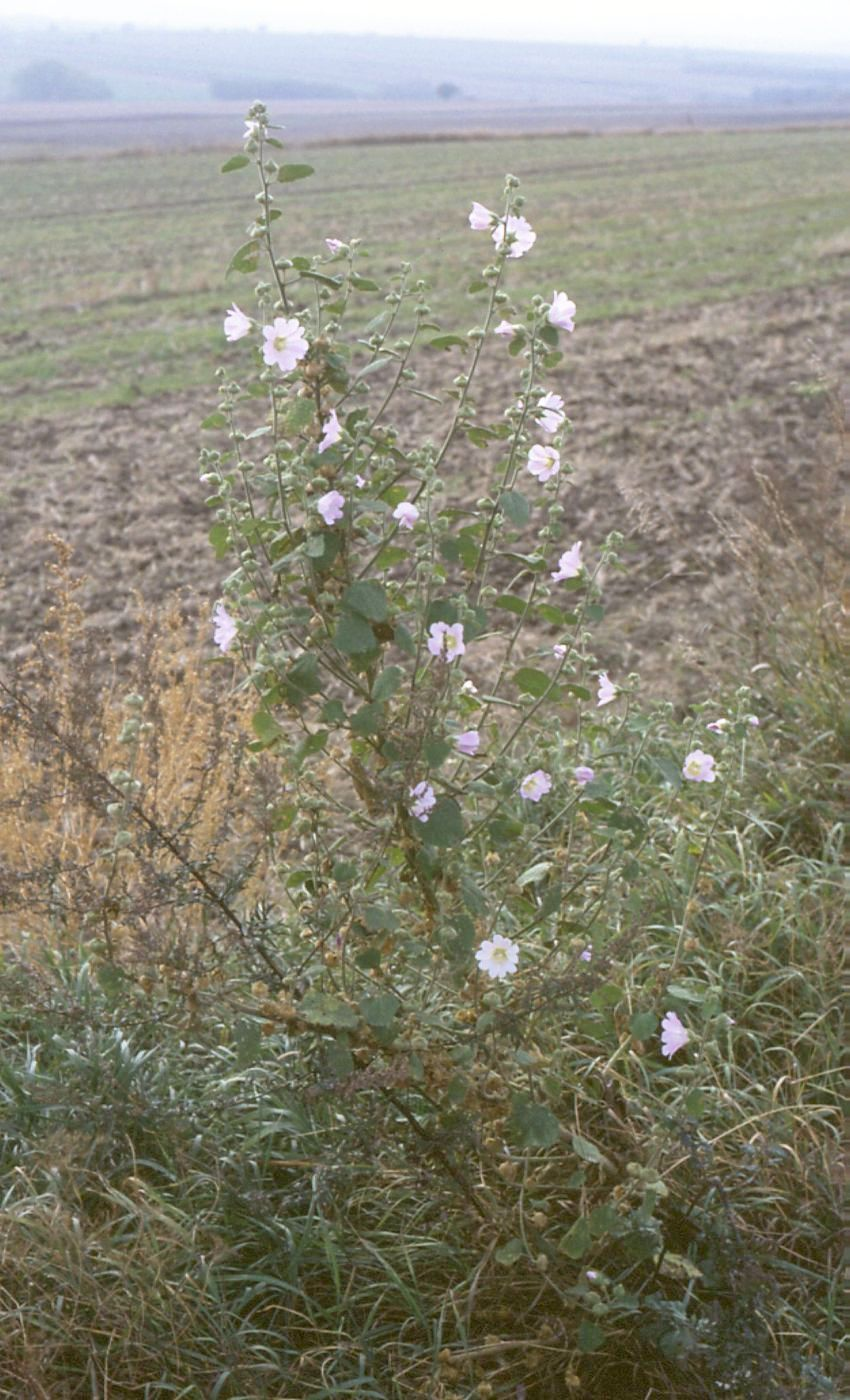